# Видобора Володимир Деонисович
Видобора Володимир Деонисович (1941—2017) — член Народної Партії, АТЗТ АК «Свобода», голова правління (з листопада 1995); депутат Одеської обласної ради (з квітня 2006).

## Біографія
Народився 3 березня 1941 (с. Трапівка, Татарбунарський район, Одеської області), українець. Його батько — Деонис Павлович (1890—1946), мати — Христина Михайлівна (1900—1985), дружина Віра Іванівна (1947) — заступник директора АТЗТ АК «Свобода», син Сергій (1969) — директор фірми «Ізмаїл-Наваско»; син Володимир (1975) — кандидат економічних наук, викладач Одеського державного економічного університету.
Навчався в Ізмаїльському технікумі механізації та електрифікації сільського господарства (1955—1959), а також у Одеському технологічному інституті харчової та холодильної промисловості (1962—1965), Київському автомобільно-дорожньому інституті (1966—1971).
У березні 2006 року був кандидатом в народні депутати України від Народного блоку Литвина, № 391 в списку. На час виборів був директором АТЗТ АК «Свобода», член Народної Партії.
У 1963-66-х роках службив на Північному флоті. 1966-71 — диспетчер-плановик, Ізмаїльського ремонтного заводу. 1971-75 — головний інженер, радгосп ім. XXII з'їзду КПРС, с. Муравлівка. 1975-78 — головний інженер, радгосп ім. Калініна, с. Стара Некрасівка Ізмаїльського району Одеської області
У 1978-79-х роках — головний інженер звірогосподарства. 1979-83-ті — головний інженер, радгоспу імені Кірова, у селі Кислиця. З лютого по квітень 1983 — заступник директора. З квітня 1983 по листопад 1995 — директор, радгоспу імені Калініна, с. Стара Некрасівка.
З листопада 1995 — голова правління, АТЗТ АК «Свобода», с. Стара Некрасівка.
Захоплювався читанням.

## Нагороди
- Звання Герой України з врученням ордена Держави (16 листопада 2004) — за визначні особисті заслуги перед Українською державою у розвитку агропромислового виробництва, впровадження прогресивних технологій вирощування сільськогосподарських культур, багаторічну самовіддану працю[1]
- Заслужений працівник сільського господарства України (2001)
- Відзнака Президента України — ювілейна медаль «20 років незалежності України» (19 серпня 2011) — за значний особистий внесок у соціально-економічний, науково-технічний та культурно-освітній розвиток Української держави, вагомі трудові здобутки та багаторічну сумлінну працю[2]